# Breinermoor
Breinermoor is een op 1 meter boven zeeniveau gelegen dorp in het Landkreis Leer in de Duitse deelstaat Nedersaksen. Bestuurlijk maakt het deel uit van de gemeente Westoverledingen.
Het (sterk agrarisch georiënteerde) dorpje ligt iets ten oosten van de Bundesstraße 70, halverwege Leer en Ihrhove, waar het gemeentehuis van Westoverledingen staat.
Het dorp is oorspronkelijk een deel geweest van het kerspel Backemoor. Als zodanig wordt het in de vijftiende eeuw genoemd. In het dorp stond destijds een eigen kapel. De huidige dorpskerk dateert uit 1784, vanaf dat moment is het een zelfstandig dorp. Overigens is het kerkelijk tegenwoordig weer verenigd met Backemoor.
Enige regionale bekendheid heeft het dorp door de Breinemoërkes, schaatsen die door de lokale smeden werden vervaardigd en aftrek vonden in een groot deel van Oost-Friesland